# بيلين (كوفاسنا)
بيلين هي قرية تقع في إقليم كوفاسنا في رومانيا.

## السكان
حسب إحصائيات 2002 بلغ عدد سكان القرية 2,643 نسمة.